# Protiaridae
Die Protiaridae sind eine Familie der Hydrozoen (Hydrozoa). Die Familie beinhaltet derzeit etwa acht Arten.

## Merkmale
Die Hydroidpolypen bilden sich stolonal von kriechenden Stolonen. Die Hydranthen sitzen meist auf kurzen Stielen (Hydrocauli). Hydrorhiza und Hydrocaulus sind von Perisarc bedeckt, das eine becherartige Hülle um die Basis des Hydranthen bildet. Der Hydranth besitzt einen Kranz filformer Tentakeln, die mit großen Nesselzellen alternieren. Gonophoren sind nicht bekannt. Die Medusen besitzen vier randliche Tentakeln, die von den vier großen hohlen Tentakelbasen ausgehen. Es sind vier einfache radiale Kanäle vorhanden und ein Ringkanal. Der Mund weist vier einfache Lippen auf. Die Gonaden sitzen interradial und zeigen eine glatte Oberfläche. Im Gastralraum können Mesesenterien ausgebildet sein. Der Rand kann mit Cirren-ähnlichen Tentakeln versehen sein. Bei einigen Formen können Ocelli vorkommen.

## Geographisches Vorkommen
Die Familie ist weltweit von den Tropen bis zu den Polargebieten verbreitet.

## Systematik
Nach der „World Hydrozoa Database“ beinhaltet die Familie fünf Gattungen:
- Halitiara Fewkes, 1882
- Halitiarella Bouillon, 1980
- Latitiara Xu & Huang, 1990
- Paratiara Kramp & Damas, 1925
- Protiara Haeckel, 1879

### Online
- Hydrozoa Directory